# Kamil Əliyev
Kamil Əliyev (15 de octubre de 1991) es un deportista azerbaiyano que compitió en atletismo adaptado. Ganó una medalla de plata en los Juegos Paralímpicos de Río de Janeiro 2016 en la prueba de salto de longitud (clase T12).

## Palmarés internacional
| Juegos Paralímpicos | Juegos Paralímpicos     | Juegos Paralímpicos | Juegos Paralímpicos   |
| Año                 | Lugar                   | Medalla             | Prueba                |
| ------------------- | ----------------------- | ------------------- | --------------------- |
| 2016                | Río de Janeiro (Brasil) | Medalla de plata    | Salto de longitud T12 |